# Phoma longissima
Phoma longissima är en lavart som först beskrevs av Christiaan Hendrik Persoon, och fick sitt nu gällande namn av Westend. 1854. Phoma longissima ingår i släktet Phoma, ordningen Pleosporales, klassen Dothideomycetes, divisionen sporsäcksvampar och riket svampar.   Inga underarter finns listade i Catalogue of Life.